# Pasiphila bilineolata
Pasiphila bilineolata es una especie de polilla perteneciente a la familia Geometridae. La especie fue descrita por primera vez por Francis Walker habiendo sido descrita en 1862, con distribución endémica de Nueva Zelanda. La especie habita en bosques y matorrales nativos y las orugas se alimentan de especies de plantas nativas de Hebe.

## Taxonomía
La especie fue descrita por primera vez por Francis Walker en 1862 bajo el nombre Eupithecia bilineolata. Walker utilizó un espécimen recolectado por TR Oxley en la ciudad de Nelson. En 1888 Edward Meyrick colocó esta especie bajo el género Pasiphila. En 1898 y nuevamente en 1928, George Hudson publicó e ilustró esta especie bajo el nombre de Chloroclystis bilineolata. En 1971, John S. Dugdale colocó esta especie nuevamente en el género Pasiphila. En 1988, Dugdale confirmó esta ubicación y también sinonimizó Chloroclystis lacustris, Chloroclystis paralodes y Chloroclystis zatricha con esta especie. Luego, Robert Hoare, en el Inventario de Biodiversidad de Nueva Zelanda, siguió esta colocación. El ejemplar holotipo femenino se conserva en el Museo de Historia Natural de Londres.

## Descripción

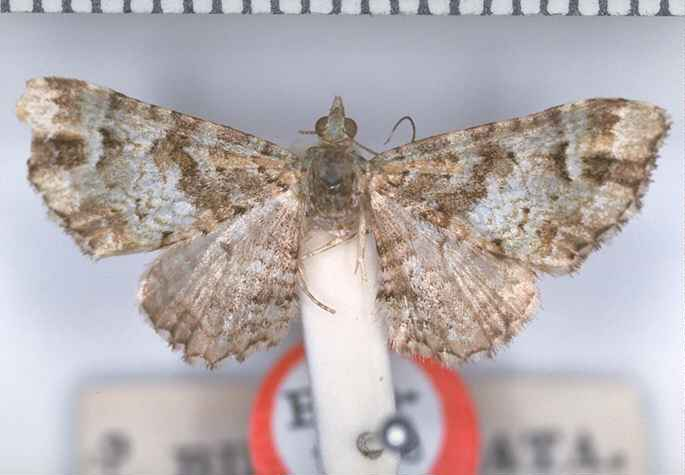
Holotipo de Pasiphila bilineolata.

La polilla es color verdoso cinéreo. Los palpos se ven oblicuamente ascendentes, tan largos como el ancho de la cabeza. El tórax cuenta con dos puntos negros a cada lado. El abdomen es ligeramente crestado, con una ancha banda negruzca cerca de la base. Las alas son bastante anchas, con varias líneas denticuladas marrones, algunas de las cuales, especialmente en las alas anteriores, están nubladas o puntiagudas de color negro. La línea submarginal es blanquecina en zigzag con puntos marginales negros y alargados. Las alas anteriores son ligeramente agudas, con un tinte leonado en la base y una mancha discal negra. Las alas posteriores son de color rojizas cinérea.
 
Las alas anteriores son de color verde brillante con numerosas líneas onduladas de color más oscuro. Las alas posteriores son grises, ligeramente teñidas de rojizo. Los adultos suelen estar en vuelo desde agosto a enero, pero se los ha observado durante casi todo el año y se sienten atraídos por la luz.
La oruga es de color marrón, rugosa, con segmentos transversalmente arrugados. El  sexto, séptimo y octavo segmento cuentan con un par de papilas dorsales, siendo las del séptimo mucho más grandes. Se alimenta de Clematis aristata y se reproduce en abril. La larva negra, es lisa, con una línea lateral blanca más o menos interrumpida, a veces rojizo, la cabeza es marrón. Se alimenta de Veronica salicifolia y se reproduce en noviembre.

## Distribución
Esta especie es endémica de Nueva Zelanda. Se ha observado en las Islas del Norte y del Sur.

## Ciclo de vida
Esta especie está en vuelo principalmente de agosto a enero, pero también se han registrado observaciones de febrero a junio. Esta especie se siente atraída por la luz.

## Habitat
Las larvas se alimentan de las flores y el follaje de las especies de Hebe. Los adultos de la especie habitan bosques nativos y matorrales. Se han observado polillas adultas alimentándose de las flores de Dracophyllum acerosum, Dracophyllum uniflorum y Veronica salicifolia.